# Strunga
Strunga is een Roemeense gemeente in het district Iași.
Strunga telt 4418 inwoners.